# Danh sách quốc gia thành viên Liên Hợp Quốc
Quốc gia thành viên Liên Hợp Quốc bao gồm 193 quốc gia có chủ quyền là thành viên của Liên Hợp Quốc và có quyền đại diện bình đẳng ở Đại hội đồng Liên Hợp Quốc. Liên Hợp Quốc là tổ chức quốc tế lớn nhất thế giới, vượt mặt Tổ chức Hợp tác Hồi giáo.
Tiêu chí kết nạp thành viên mới vào Liên Hợp Quốc được đề ra ở Khoản 4, Chương II của Hiến chương Liên Hợp Quốc:
1. Tư cách thành viên Liên Hợp Quốc rộng mở cho các quốc gia yêu chuộng hòa bình đồng ý các nghĩa vụ được nêu trong Hiến chương và, với sự đánh giá của Liên Hợp Quốc, có thể và sẵn sàng gánh vác các trách nhiệm này.
2. Để có hiệu lực, việc kết nạp bất cứ quốc gia nào thỏa mãn các tiêu chí này trở thành thành viên Liên Hợp Quốc phải được Đại hội đồng thông qua dựa theo đề nghị của Hội đồng Bảo an.

Với mỗi đề cử kết nạp thành viên mới, cần ít nhất 9/15 phiếu thuận từ Hội đồng Bảo an, mà không vấp phải bất cứ phủ quyết nào từ thành viên thường trực nào. Sau đó, đề cử này phải tiếp tục được Đại hội đồng thông qua với ít nhất 2/3 phiếu thuận.
Về căn bản, chỉ có quốc gia có chủ quyền mới có thể trở thành thành viên Liên Hợp Quốc, và hiện tại, tất cả thành viên Liên Hợp Quốc đều là quốc gia có chủ quyền. Mắc dù đã có 5 thành viên vẫn chưa có chủ quyền khi gia nhập Liên Hợp Quốc, các quốc gia đó sau này đều lần lượt giành được độc lập hoàn toàn trong giai đoạn 1946-1991. Bởi vì 1 quốc gia chỉ có thể được kết nạp làm thành viên Liên Hợp Quốc khi có sự ủng hộ của Hội đồng Bảo an và Đại hội đồng, một số quốc gia mà vấn đề chủ quyền còn đang tranh cãi theo tiêu chí của Công ước Montevideo vẫn chưa thể là thành viên của Liên Hợp Quốc. Lý do là Liên Hợp Quốc không công nhận chủ quyền cho các nhà nước này, đa phần là bởi thiếu sự công nhận quốc tế hoặc bởi quyền phủ quyết từ 1 trong các thành viên thường trực của Hội đồng Bảo an.
Danh sách dưới đây liệt kê các quốc gia tham gia vào Liên Hợp Quốc cùng với thời gian gia nhập. Những quốc gia tô xanh là những quốc gia đồng sáng lập ra Liên Hợp Quốc.
Lưu ý: Có một số quốc gia sẽ được hiển thị với tên gọi đầy đủ giống như trên trang web chính thức của Liên Hợp Quốc thay vì tên gọi thông thường.
| #    | Quốc gia                                | Thời gian tham gia | Chính thể trước đây         |
| ---- | --------------------------------------- | ------------------ | --------------------------- |
| 1.   | Afghanistan                             | 19/11/1946         |                             |
| 2.   | Ai Cập                                  | 24/10/1945         | Cộng hòa Ả Rập Thống nhất   |
| 3.   | Albania                                 | 14/12/1955         |                             |
| 4.   | Algérie                                 | 8/10/1962          |                             |
| 5.   | Andorra                                 | 28/07/1993         |                             |
| 6.   | Angola                                  | 1/12/1976          |                             |
| 7.   | Antigua và Barbuda                      | 11/11/1981         |                             |
| 8.   | Ả Rập Xê Út                             | 24/10/1945         |                             |
| 9.   | Argentina                               | 24/10/1945         |                             |
| 10.  | Áo                                      | 14/12/1955         |                             |
| 11.  | Armenia                                 | 2/03/1992          | CHXHCNXV Armenia            |
| 12.  | Azerbaijan                              | 2/3/1992           | CHXHCNXV Azerbaijan         |
| 13.  | Ấn Độ                                   | 30/10/1945         |                             |
| 14.  | Bahamas                                 | 18/9/1973          |                             |
| 15.  | Bahrain                                 | 21/9/1971          |                             |
| 16.  | Ba Lan                                  | 24/10/1945         |                             |
| 17.  | Bangladesh                              | 19/7/1974          |                             |
| 18.  | Barbados                                | 9/12/1966          |                             |
| 19.  | Belarus                                 | 24/10/1945         | CHXHCNXV Byelorussia        |
| 20.  | Bỉ                                      | 27/12/1945         |                             |
| 21.  | Belize                                  | 25/9/1981          |                             |
| 22.  | Bénin                                   | 20/9/1960          |                             |
| 23.  | Bhutan                                  | 21/9/1971          |                             |
| 24.  | Nhà nước Đa dân tộc Bolivia             | 14/11/1945         |                             |
| 25.  | Bosna và Hercegovina                    | 22/5/1992          | Nam Tư                      |
| 26.  | Botswana                                | 17/10/1966         |                             |
| 27.  | Bờ Biển Ngà                             | 20/9/1960          |                             |
| 28.  | Bồ Đào Nha                              | 14/12/1955         |                             |
| 29.  | Brasil                                  | 24/10/1945         |                             |
| 30.  | Brunei Darussalam                       | 21/9/1984          |                             |
| 31.  | Bulgaria                                | 14/12/1955         |                             |
| 32.  | Burkina Faso                            | 20/9/1960          |                             |
| 33.  | Burundi                                 | 18/9/1962          | Ruanda-Urundi               |
| 34.  | Các Tiểu vương quốc Ả Rập Thống nhất    | 9/12/1971          |                             |
| 35.  | Campuchia                               | 14/12/1955         |                             |
| 36.  | Cameroon                                | 20/9/1960          |                             |
| 37.  | Canada                                  | 9/11/1945          |                             |
| 38.  | Cabo Verde                              | 16/9/1975          |                             |
| 39.  | Cộng hòa Trung Phi                      | 20/9/1960          |                             |
| 40.  | Tchad                                   | 20/9/1960          |                             |
| 41.  | Chile                                   | 24/10/1945         |                             |
| 42.  | Colombia                                | 5/11/1945          |                             |
| 43.  | Comoros                                 | 12/11/1975         |                             |
| 44.  | Cộng hòa Congo                          | 20/9/1960          |                             |
| 45.  | Costa Rica                              | 2/11/1945          |                             |
| 46.  | Croatia                                 | 22/5/1992          | Nam Tư                      |
| 47.  | Cuba                                    | 24/10/1945         |                             |
| 48.  | Cộng hòa Dân chủ Nhân dân Triều Tiên    | 17/9/1991          |                             |
| 49.  | Cộng hòa Dân chủ Congo                  | 20/9/1960          |                             |
| 50.  | Đan Mạch                                | 24/10/1945         |                             |
| 51.  | Djibouti                                | 20/9/1977          |                             |
| 52.  | Dominica                                | 18/12/1978         |                             |
| 53.  | Cộng hòa Dominica                       | 24/10/1945         |                             |
| 54.  | Đông Timor                              | 27/9/2002          |                             |
| 55.  | Đức                                     | 18/9/1973          | Tây Đức & Đông Đức          |
| 56.  | Ecuador                                 | 21/12/1945         |                             |
| 57.  | El Salvador                             | 24/10/1945         |                             |
| 58.  | Guinea Xích Đạo                         | 12/11/1968         |                             |
| 59.  | Eritrea                                 | 28/5/1993          | Ethiopia                    |
| 60.  | Estonia                                 | 17/9/1991          | CHXHCNXV Estonia            |
| 61.  | Ethiopia                                | 13/11/1945         |                             |
| 62.  | Fiji                                    | 13/10/1970         |                             |
| 63.  | Gabon                                   | 20/9/1960          |                             |
| 64.  | Cộng hòa Gambia                         | 21/9/1965          |                             |
| 65.  | Gruzia                                  | 31/7/1992          | CHXHCNV Gruzia              |
| 66.  | Ghana                                   | 8/3/1957           |                             |
| 67.  | Grenada                                 | 17/9/1974          |                             |
| 68.  | Guatemala                               | 21/11/1945         |                             |
| 69.  | Guinée                                  | 12/12/1958         |                             |
| 70.  | Guiné-Bissau                            | 17/9/1974          |                             |
| 71.  | Guyana                                  | 20/9/1966          |                             |
| 72.  | Haiti                                   | 24/10/1945         |                             |
| 73.  | Hà Lan                                  | 10/12/1945         |                             |
| 74.  | Đại Hàn Dân Quốc                        | 17/9/1991          |                             |
| 75.  | Hợp chúng quốc Hoa Kỳ                   | 24/10/1945         |                             |
| 76.  | Honduras                                | 17/12/1945         |                             |
| 77.  | Hy Lạp                                  | 25/10/1945         |                             |
| 78.  | Hungary                                 | 14/12/1955         |                             |
| 79.  | Iceland                                 | 19/11/1946         |                             |
| 80.  | Indonesia                               | 28/9/1950          |                             |
| 81.  | Cộng hòa Hồi giáo Iran                  | 24/10/1945         |                             |
| 82.  | Iraq                                    | 21/12/1945         |                             |
| 83.  | Ireland                                 | 14/12/1955         |                             |
| 84.  | Israel                                  | 11/5/1949          |                             |
| 85.  | Ý                                       | 14/12/1955         |                             |
| 86.  | Jamaica                                 | 18/9/1962          |                             |
| 87.  | Jordan                                  | 14/12/1955         |                             |
| 88.  | Kazakhstan                              | 2/3/1992           | CHXHCNXV Kazakh             |
| 89.  | Kenya                                   | 16/12/1963         |                             |
| 90.  | Kiribati                                | 14/9/1999          |                             |
| 91.  | Kuwait                                  | 14/5/1963          |                             |
| 92.  | Kyrgyzstan                              | 2/3/1992           | CHXHCNXV Kirghizia          |
| 93.  | Cộng hòa Dân chủ Nhân dân Lào           | 14/12/1955         |                             |
| 94.  | Latvia                                  | 17/9/1991          | CHXHCNXV Latvia             |
| 95.  | Liban                                   | 24/10/1945         |                             |
| 96.  | Lesotho                                 | 17/10/1966         |                             |
| 97.  | Liberia                                 | 2/11/1945          |                             |
| 98.  | Libya                                   | 14/12/1955         |                             |
| 99.  | Liechtenstein                           | 18/9/1990          |                             |
| 100. | Litva                                   | 17/9/1991          | CHXHCNXV Litva              |
| 101. | Luxembourg                              | 24/10/1945         |                             |
| 102. | Madagascar                              | 20/9/1960          |                             |
| 103. | Malawi                                  | 1/12/1964          |                             |
| 104. | Malaysia                                | 17/9/1957          | Liên bang Malaya            |
| 105. | Maldives                                | 21/9/1965          |                             |
| 106. | Mali                                    | 28/9/1960          |                             |
| 107. | Malta                                   | 1/12/1964          |                             |
| 108. | Quần đảo Marshall                       | 17/9/1991          |                             |
| 109. | Mauritanie                              | 27/10/1961         |                             |
| 110. | Mauritius                               | 24/4/1968          |                             |
| 111. | México                                  | 7/11/1945          |                             |
| 112. | Liên bang Micronesia                    | 17/9/1991          |                             |
| 113. | Monaco                                  | 28/5/1993          |                             |
| 114. | Mông Cổ                                 | 27/10/1961         |                             |
| 115. | Montenegro                              | 28/6/2006          | Serbia và Montenegro        |
| 116. | Maroc                                   | 12/11/1956         |                             |
| 117. | Mozambique                              | 16/9/1975          |                             |
| 118. | Myanmar                                 | 19/4/1948          |                             |
| 119. | Namibia                                 | 23/4/1990          |                             |
| 120. | Nauru                                   | 14/9/1999          |                             |
| 121. | Nepal                                   | 14/12/1955         |                             |
| 122. | New Zealand                             | 24/10/1945         |                             |
| 123. | Nhật Bản                                | 18/12/1956         |                             |
| 124. | Nicaragua                               | 24/10/1945         |                             |
| 125. | Niger                                   | 20/9/1960          |                             |
| 126. | Nigeria                                 | 7/10/1960          |                             |
| 127. | Na Uy                                   | 27/11/1945         |                             |
| 128. | Oman                                    | 7/10/1971          |                             |
| 129. | Pakistan                                | 30/9/1947          |                             |
| 130. | Palau                                   | 15/12/1994         |                             |
| 131. | Panama                                  | 13/11/1945         |                             |
| 132. | Papua New Guinea                        | 10/10/1975         |                             |
| 133. | Paraguay                                | 24/10/1945         |                             |
| 134. | Perú                                    | 31/10/1945         |                             |
| 135. | Phần Lan                                | 14/12/1955         |                             |
| 136. | Pháp                                    | 24/10/1945         |                             |
| 137. | Philippines                             | 24/10/1945         |                             |
| 138. | Qatar                                   | 21/9/1971          |                             |
| 139. | Cộng hòa Moldova                        | 2/3/1992           | CHXHCNXV Moldavia           |
| 140. | România                                 | 14/12/1955         |                             |
| 141. | Liên bang Nga                           | 24/10/1945         | Nga Xô viết                 |
| 142. | Rwanda                                  | 18/9/1962          | Ruanda-Urundi               |
| 143. | Saint Kitts và Nevis                    | 23/9/1983          |                             |
| 144. | Saint Lucia                             | 18/9/1979          |                             |
| 145. | Saint Vincent và Grenadines             | 16/9/1980          |                             |
| 146. | Samoa                                   | 15/12/1976         |                             |
| 147. | San Marino                              | 2/03/1992          |                             |
| 148. | São Tomé và Príncipe                    | 16/09/1975         |                             |
| 149. | Sénégal                                 | 28/09/1960         |                             |
| 150. | Cộng hòa Séc                            | 19/01/1993         | Tiệp Khắc                   |
| 151. | Serbia                                  | 1/11/2000          | Nam Tư                      |
| 152. | Seychelles                              | 21/09/1976         |                             |
| 153. | Sierra Leone                            | 27/09/1961         |                             |
| 154. | Singapore                               | 21/09/1965         | Liên bang Malaya            |
| 155. | Síp                                     | 20/09/1960         |                             |
| 156. | Slovakia                                | 19/01/1993         | Tiệp Khắc                   |
| 157. | Slovenia                                | 22/05/1992         | Nam Tư                      |
| 158. | Quần đảo Solomon                        | 19/09/1978         |                             |
| 159. | Somalia                                 | 20/09/1960         |                             |
| 160. | Nam Phi                                 | 7/11/1945          |                             |
| 161. | Nam Sudan                               | 14/07/2011         | Sudan                       |
| 162. | Sri Lanka                               | 14/12/1955         |                             |
| 163. | Sudan                                   | 12/11/1956         |                             |
| 164. | Suriname                                | 4/12/1975          |                             |
| 165. | Eswatini                                | 24/09/1968         |                             |
| 166. | Thụy Điển                               | 19/11/1946         |                             |
| 167. | Thụy Sĩ                                 | 10/09/2002         |                             |
| 168. | Cộng hòa Ả Rập Syria                    | 24/10/1945         | Cộng hòa Ả Rập Thống nhất   |
| 169. | Tajikistan                              | 2/03/1992          | CHXHCNXV Tajikistan         |
| 170. | Thái Lan                                | 16/12/1946         |                             |
| 171. | Thổ Nhĩ Kỳ                              | 24/10/1945         |                             |
| 172. | Trung Quốc                              | 24/10/1945         | Thay thế Trung Hoa Dân Quốc |
| 173. | Bắc Macedonia                           | 08/04/1993         | Nam Tư                      |
| 174. | Tây Ban Nha                             | 14/12/1955         |                             |
| 175. | Togo                                    | 20/09/1960         |                             |
| 176. | Tonga                                   | 14/09/1999         |                             |
| 177. | Trinidad và Tobago                      | 18/009/1962        |                             |
| 178. | Tunisia                                 | 12/11/1956         |                             |
| 179. | Turkmenistan                            | 2/03/1992          | CHXHCNXV Turkmenia          |
| 180. | Tuvalu                                  | 05/09/2000         |                             |
| 181. | Uganda                                  | 25/10/1962         |                             |
| 182. | Ukraina                                 | 24/10/1945         | CHXHCNXV Ukraina            |
| 183. | Vương quốc Liên hiệp Anh và Bắc Ireland | 24/10/1945         |                             |
| 184. | Cộng hòa Thống nhất Tanzania            | 14/12/1961         | Tanganyika & Zanzibar       |
| 185. | Úc                                      | 1/11/1945          |                             |
| 186. | Uruguay                                 | 18/12/1945         |                             |
| 187. | Uzbekistan                              | 02/03/1992         | CHXHCNXV Uzbekistan         |
| 188. | Vanuatu                                 | 15/09/1981         |                             |
| 189. | Cộng hòa Bolivariana Venezuela          | 15/11/1945         |                             |
| 190. | Việt Nam                                | 20/09/1977         |                             |
| 191. | Yemen                                   | 30/09/1947         | Bắc Yemen & Nam Yemen       |
| 192. | Zambia                                  | 1/12/1964          |                             |
| 193. | Zimbabwe                                | 25/8/1980          |                             |